# Gran Sinagoga de Burdeos
La Gran Sinagoga de Burdeos es una de las mayores sinagogas de Europa. Es el principal local de culto judío de la ciudad francesa de Burdeos. Fue inaugurada el 5 de septiembre de 1882 y en 1998 fue declarada monumento histórico.
Su construcción entre 1877 y 1882, a dirección de los arquitectos Charles Durand y Paul Abadie, se debió al incendio en 1873 de un edificio anterior construido en 1809, durante la época napoleónica.
La presencia de una comunidad judía en Burdeos data de varios siglos de historia. Esta comunidad creció considerablemente tras la promulgación del Edicto de Granada (31 de marzo de 1492), por el que los Reyes Católicos expulsaron a los judíos de las coronas de Castilla y de Aragón, a lo que se sumaron a los pocos años las expulsiones de Portugal en 1496 y Navarra. Esta situación conllevó a que, juntamente con la persecución de la Inquisición, hizo que muchos judíos cruzasen los Pirineos, y constituyeran varias comunidades en el sur de Francia que florecieron a lo largo de los siglos.
Durante la ocupación alemana de Francia, la sinagoga fue saqueada, y sirvió de refugio de los judíos que no tuvieron posibilidades de huir a la Francia de Vichy; este grupo, compuesto por cerca de 1600 familias, fue deportado a diversos campos de concentración.